# 西班牙共产党（重建）
西班牙共产党（重建）（西班牙語：Partido Comunista de España (Reconstituido)）是西班牙一个秘密的共产主义政党。该党成立于1975年，分裂自西班牙共产党。那一年，西班牙马列主义组织解散，在1968年，西班牙马列主义组织脱离西班牙共产党。1976年，它建立反法西斯抵抗组织。其总书记是曼努埃尔·佩雷斯·马丁内斯。

## 历史
1968年，巴黎某些流亡的西班牙左翼人士与坚定的亲苏人士建立西班牙共产党，西班牙共产党的领袖是圣地亚哥·卡里略。9月，西班牙马列主义组织在布鲁塞尔建立。
在接下来的几年里，在葡萄牙的军事政变导致了康乃馨革命，一些数量颇多的同情者和祝福者，尤其是左翼圈的西班牙青年开始倾向共产党。
1975年6月，西班牙共产党分裂，西班牙共产党 (重组)建立。
1975年10月1日，它的第一个暴力行动是谋杀了4个西班牙武装警察。
1976年1月，在独裁者佛朗哥死后2个月，西班牙政治从独裁到民主政治的转变，西班牙共产党 (重组)开始了革命斗争的政治路线，它和新建立的君主政体西班牙国王胡安·卡洛斯展开斗争，西班牙共产党 (重组)建立了不同的委员会，其中一个是“技术委员会”，计划一个宏大的武装斗争“抗击法西斯主义前线”。1975年10月1日，西班牙共产党 (重组)正式开展武装斗争。尽管它最初是成功的，但是在应对西班牙政府过渡的某些关键的措施上，西班牙共产党 (重组)变成一个越来越边缘的集团。最重要的一点是1977年大赦政治犯，民主正常化，西班牙警方和西班牙法庭打击恐怖主义。
2002年，西班牙共产党 (重组)发行新的党政党规。
2003年，西班牙当局严重限制西班牙共产党 (重组)的活动。目前该党是非法的、不受西班牙政府所承认的政党和组织。